# John Osborne
John Osborne (London, 1929. december 12. – Shropshire, 1994. december 24.) angol író, drámaíró, forgatókönyvíró, színész – a nálunk a maga idején dühöngő ifjúságnak nevezett irodalmi, színházi és filmes művészeti irányzat, mozgalom („angry young man" – dühös fiatalok) vezéralakja.
A Nézz vissza haraggal (Look Back in Anger) című színművének ősbemutatója 1956. május 8-án volt a londoni Royal Court Theatre-ben. Egy hét alatt az érdeklődés középpontjába került, és az évad sikerdarabja lett, rövidesen pedig az új művészeti magatartás névadó művévé vált.
Azt hiszem, mi már nem áldozhatjuk fel az életünket igaz ügyért. Megtették ezt értünk a harmincas, negyvenes években, amikor mi még kölykök voltunk. Nekünk már nem maradt jó, igaz ügy egy sem. Ha majd jön a nagy mennydörgés, és mindnyájan odaveszünk, hát akkor sem a régi divatú, nagyszabású eszmékért ontjuk majd vérünket. Csupán afféle Szép Új No-köszönöm-elég-közepes dolgokért.
Apja reklámgrafikus volt, akinek korai halála is közrejátszhatott abban, hogy erős ellenszenvet érzett korának társadalmi környezete iránt.
Beiratkozott a Belmont College-ba, ahol egyszer megütötte az igazgatót, majd emiatt el kellett hagynia az iskolát. Újságírásba fogott, aztán színésznek állt. Első darabját 1950-ben közösen írta Stella Linden színésznővel közösen. Következő munkáját Anthony Creightonnal írta meg (Sírfelirat George Dillonnak). Ez a darab egy fiatal drámaíró bukásáról szól, azzal a tanulsággal, hogy a művésznek meg kell őriznie integritását, egyébként a társadalom erkölcsileg elzülleszti, tönkreteszi.
1956-ban mutatták be a Dühöngő ifjúságot, amit Tony Richardson rendezett. Egy hétig félházzal ment, mire beütött a siker.
Az általa írt Tom Jones című 1963-as filmért Oscar-díjat kapott.

## Művei

### Magyarul megjelent művei
- Dühöngő ifjúság. Színjáték; ford. Ottlik Géza; Európa, Bp., 1958 (Modern könyvtár)
- Elfogadhatatlan tanúvallomás; ford. Harsányi Zsuzsa; Színháztudományi Intézet, Bp., 1965 (Világszínház)
- John Osborne–Anthony Creightonː George Dillon sírfelírata; ford. Bárd Oszkárné; Színháztudományi Intézet, Bp., 1966 (Világszínház)